# Diócesis de Kenge
La diócesis de Kenge (en latín: Dioecesis Kengensis y en francés: Diocèse de Kenge) es una circunscripción eclesiástica de la Iglesia católica en la República Democrática del Congo. Se trata de una diócesis latina, sufragánea de la arquidiócesis de Kinsasa. Desde el 31 de marzo de 2018 su obispo es Jean-Pierre Kwambamba Masi.

## Territorio y organización
La diócesis tiene 34 385 km² y extiende su jurisdicción sobre los fieles católicos de rito latino residentes en las ciudades de Bandundu y de Kenge y, en todo o en parte, los territorios de Bagata y Masi-Manimba en la provincia de Kwilu, los de Feshi y Kenge en la provincia de Kwango, y el territorio de Mushie en la provincia de Mai-Ndombe.
La sede de la diócesis se encuentra en la ciudad de Kenge, en donde se halla la Catedral de Beata Marie-Clémentine Anuarite Nengapeta.
En 2021 en la diócesis existían 36 parroquias.

## Historia
La prefectura apostólica de Kenge fue erigida el 5 de julio de 1957 con la bula Illa spei del papa Pío XII, obteniendo el territorio de los vicariatos apostólicos de Kikwit y Kisantu (hoy ambos diócesis).
El 6 de julio de 1963 la prefectura apostólica fue elevada a diócesis con la bula Ut omnia del papa Pablo VI.

## Estadísticas
Según el Anuario Pontificio 2022 la diócesis tenía a fines de 2021 un total de 697 600 fieles bautizados.
| Año                                                                             | Población            | Población | Población      | Sacerdotes | Sacerdotes    | Sacerdotes    | Bautizados por sacerdote | Diáconos permanentes | Religiosos | Religiosos | Parroquias |
| Año                                                                             | Bautizados católicos | Total     | % de católicos | Total      | Clero secular | Clero regular | Bautizados por sacerdote | Diáconos permanentes | Varones    | Mujeres    | Parroquias |
| ------------------------------------------------------------------------------- | -------------------- | --------- | -------------- | ---------- | ------------- | ------------- | ------------------------ | -------------------- | ---------- | ---------- | ---------- |
| 1970                                                                            | 114 410              | 397 331   | 28.8           | 63         | 6             | 57            | 1816                     |                      | 79         | 84         |            |
| 1980                                                                            | 147 230              | 424 771   | 34.7           | 48         | 8             | 40            | 3067                     |                      | 62         | 80         | 24         |
| 1990                                                                            | 300 438              | 586 000   | 51.3           | 78         | 48            | 30            | 3851                     |                      | 50         | 87         | 23         |
| 1999                                                                            | 357 228              | 743 200   | 48.1           | 64         | 48            | 16            | 5581                     |                      | 66         | 111        | 27         |
| 2000                                                                            | 361 610              | 748 425   | 48.3           | 62         | 46            | 16            | 5832                     |                      | 73         | 100        | 29         |
| 2001                                                                            | 366 138              | 756 973   | 48.4           | 64         | 46            | 18            | 5720                     |                      | 47         | 107        | 27         |
| 2002                                                                            | 370 201              | 760 752   | 48.7           | 68         | 46            | 22            | 5444                     |                      | 47         | 110        | 27         |
| 2003                                                                            | 374 305              | 764 758   | 48.9           | 65         | 49            | 16            | 5758                     |                      | 36         | 106        | 27         |
| 2004                                                                            | 380 863              | 768 996   | 49.5           | 66         | 46            | 20            | 5770                     |                      | 39         | 105        | 27         |
| 2006                                                                            | 396 721              | 800 526   | 49.6           | 66         | 49            | 17            | 6010                     |                      | 41         | 106        | 27         |
| 2013                                                                            | 568 000              | 1 083 000 | 52.4           | 72         | 54            | 18            | 7888                     |                      | 38         | 153        | 27         |
| 2016                                                                            | 596 240              | 1 043 106 | 57.2           | 85         | 64            | 21            | 7014                     |                      | 36         | 95         | 28         |
| 2019                                                                            | 655 000              | 1 104 000 | 59.3           | 112        | 87            | 25            | 5848                     |                      | 42         | 98         | 29         |
| 2021                                                                            | 697 600              | 1 175 800 | 59.3           | 101        | 84            | 17            | 6906                     |                      | 31         | 170        | 36         |
| Fuente: Catholic-Hierarchy, que a su vez toma los datos del Anuario Pontificio. |                      |           |                |            |               |               |                          |                      |            |            |            |

## Episcopologio
- Jean Van der Heyden, S.V.D. † (6 de diciembre de 1957-6 de julio de 1963 renunció)
- Franz Hoenen, S.V.D. † (6 de julio de 1963-25 de abril de 1974 renunció)
- Dieudonné M'Sanda Tsinda-Hata † (25 de abril de 1974-1 de junio de 1999 renunció)
- Gaspard Mudiso Mundla, S.V.D. (1 de junio de 1999 por sucesión-31 de marzo de 2018 retirado)
- Jean-Pierre Kwambamba Masi, desde el 31 de marzo de 2018